# Wainuia urnula
Wainuia urnula ist der Name einer räuberisch lebenden Schnecke aus der Familie Rhytididae in der Unterordnung der Landlungenschnecken (Stylommatophora), die in Neuseeland auf beiden Hauptinseln verbreitet ist. Als Besonderheit gilt, dass sie in erster Linie sehr mobile landlebende Flohkrebse frisst.

## Merkmale
Wainuia urnula hat ein halb bedeckt durchbohrtes, abgeflachtes, flach faltenstreifiges, dünnes und durchsichtiges, runzliges, leicht seidig glänzendes und hell grünlich hornfarbenes Schneckenhaus mit einem sehr kurzen, konischen Gewinde. Bei der lebendigen, selbst sehr dunklen Schnecke ist das Haus allerdings rötlich braun oder dunkelbraun bis fast schwarz. Das Haus der erwachsenen Schnecke hat dreieinhalb mäßig gewölbte und sehr schnell zunehmende Windungen mit tiefer Naht, wobei die letzte groß und nach vorn stark verbreitert ist. Die sehr schiefe und schräg ovale Gehäusemündung ist mäßig ausgeschnitten. Der gerade Mündungssaum, dessen Ränder sich stark annähern, ist vom eingebogenen Periostracum überdeckt. Der Rand der Spindel ist oben dreieckig umgeschlagen. Das Gehäuse erreicht Durchmesser von 16 und 12,3 mm und eine Höhe von 10,3 mm. Nur die beiden obersten Windungen der Schale enthalten eine Kalkschicht, während der Rest ganz aus Conchin besteht. Die Radula hat wie bei anderen Vertretern der Gattungen Wainuia, Rhytida und Schizoglossa im Vergleich zu den übrigen Arten der Familie pro Reihe nur wenige Zähne.

## Verbreitung und Vorkommen
Wainuia urnula ist endemisch auf der Nordinsel Neuseelands bei Wellington in ursprünglichen Wäldern in Hutt Valley, Wainuiomata, Eastbourne, Remutaka Range, Tararua Range, Ruahine Range nördlich bis No Man’s Hut sowie auf einem kleinen Gebiet jenseits des Meeresdurchgangs Cook Strait auf der gegenüberliegenden Seite der Südinsel in Port Underwood Saddle, vereinzelt in Richmond Range, am Flaxbourne bei Ward, Isolated Hill, Ben More, am Kekerengu, in Wharekupenga Bay, Arapawa Island und auf Rangitoto ki te Tonga/D’Urville Island (Mount Maude). Die Unterart Wainuia urnula urnula findet sich auf der Nordinsel unter loser, feuchter Laubstreu und in Felshalden sowohl in intakten als auch in stark degenerierten Wäldern verschiedener Typen mit Nothofagus menziesii, Nothofagus truncata, Dacrydium cupressinum, Metrosideros robusta, Kunzea ericoides und Elaeocarpus dentatus, unter rottenden Farnwedeln von Cyathea dealbata (jedoch nicht Cyathea medullaris) und Dicksonia squarrosa, aber auch unter Blechnum discolor und selten unter Blechnum capense, um Grasbüschel von Uncinia spp. sowie in subalpinem Grasland (Tussock) unter Chionochloa spp. Die Unterart Wainuia urnula nasuta lebt auf der Südinsel und Rangitoto ki te Tonga/D’Urville Island unter feuchter Laubstreu in Wäldern mit Weinmannia racemosa, unter Uncinia sp., in Felshalden und zwischen Felsen in Niedermischwald mit Melicytus ramiflorus, Fuchsia excorticata, Toronia toru, Weinmannia racemosa und Olearia spp.

## Lebenszyklus
Wie andere Lungenschnecken ist auch Wainuia urnula ein Zwitter, bei dem während der Paarung die Partner einander ihr Sperma austauschen. Bald darauf legen beide Partner in Laubstreu 2 bis 5 weiße, ovale Eier mit kalkiger Schale, die meist etwa 5 mm (4,5 mm bis 5,25 mm) lang und 4 mm (3,75 mm bis 4,25 mm) breit sind.

## Ernährung
Wainuia urnula ist wie andere Arten der Gattung nachtaktiv. Bevorzugte Beutetiere von Wainuia urnula sind landlebende Flohkrebse (Amphipoda), die mithilfe der vorgestreckten Odontophore mit den Radulazähnen ergriffen und in den Mund der Schnecke befördert werden. Die Beute wird bei einer Distanz von 5 bis 10 mm mit den Augen erkannt. Für die Beute ist ein Entkommen wahrscheinlicher, wenn ihr Abstand vom Maul der Schnecke im Moment des Hervorschnellens der Zunge mehr als 5 mm beträgt. Die häufigste Flohkrebsart in der Gegend und somit Hauptbeutetier ist Parorchestia tenuis. Bei einer Zählung wurden bei 82 Prozent von 315 untersuchten Schnecken Reste von Flohkrebsen gefunden, während von der zweithäufigsten Beute, Regenwürmern, nur bei 4 Prozent der Schnecken Reste gefunden wurden. Hierin unterscheidet sich Wainuia urnula von Wainuia edwardi und Wainuia clarki, die weit überwiegend Regenwürmer fressen.

## Fressfeinde und Bedrohung
Wichtige Fressfeinde sind eingeschleppte Kletterbeutler (Trichosurus vulpecula), Ratten (Rattus spp.), Schweine (Sus scrofa) und Igel (Erinaceus europaeus), die auch ausgewachsene Schnecken fressen. Die Eier werden unter anderem von der Raubschnecke Delos coresia Gray (Rhytididae) gefressen. Zur Zerstörung der Wälder, die als größte Bedrohung für die Schnecken gilt, tragen eingeschleppte Schweine und Hirsche durch Verbiss und Vertritt bei. Die Unterart Wainuia urnula urnula auf der Nordinsel reagiert auf die Degradation der Lebensräume eher robust, während auf der Südinsel und Rangitoto ki te Tonga/D’Urville Island die Unterart Wainuia urnula nasuta durch die Lebensraumzerstörung stark abgenommen hat.